# Мелінда Діллон
Мелінда Роуз Діллон (англ. Melinda Ruth Dillon; 13 жовтня 1939, Хоуп, Арканзас — 9 січня 2023, Лос-Анджелес, Каліфорнія) — американська акторка, двічі номінована на «Оскар» за ролі другого плану у фільмах «Близькі знайомства третього роду» (1977; реж. Стівен Спілберг) і Без поганих намірів (1981; реж. Сідні Поллак).

## Фільмографія
- Квітневі безумства (1969) як Леслі Гопкінс
- Не повзати на колінах (1976) як Мері
- Близькі зустрічі третього роду (1977) як Джилліан Гілер
- Жодних поганих намірів (1981) як Teresa Perrone
- Різдвяний подарунок (1983) як місіс Паркер
- Лірик (1984) як Хані Кардер
- Поранені душі (1986) як Джойс
- Гаррі і Гендерсони (1987) як Ненсі Гендерсон
- Самозаймання (1990) як Ніна
- Капітан Америка (1990) як місіс Роджерс
- Принц припливів (1991) як Саванна Вінго
- Шматочки життя (1995) як мати Софії
- Красуні (1995) як Мерна
- Магнолія (1999) як Роуз Гатор
- Вогняне родео (2001) як Роуз Брекстон
- Розмальований будинок (2003) як Гран Чендлер
- Адам і Стів (2005) як Дотті
- Kill Memories (2007) як Ginger